# Frate Indovino
Il calendario Frate Indovino è un almanacco religioso fondato da padre Mariangelo da Cerqueto e curato dall'omonima casa editrice.

## Storia

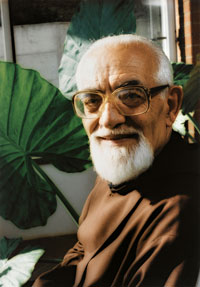
Padre Mariangelo da Cerqueto, al secolo Mario Budelli.

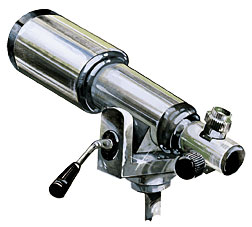
Il cannocchiale di Frate Indovino

L'opuscolo annuale nacque come allegato omaggio al periodico Voce Serafica. Nel 1945 padre Mariangelo da Cerqueto, al secolo Mario Budelli, era il direttore di quel mensile stampato dai Cappuccini umbri in circa 2000 copie.
I suoi superiori, viste le precarie condizioni di salute del frate, gli avevano assegnato quell'incarico che, almeno nelle loro intenzioni, non avrebbe dovuto affaticarlo troppo. Il direttore, dal canto suo, scriveva personalmente tutti gli articoli e cercò di migliorare la pubblicazione portandola da 16 a 32 pagine. Avvertendo tuttavia l'esigenza di una soluzione che consentisse di aumentare il numero delle persone interessate alla rivista, ritenne che un calendario avrebbe potuto rappresentare l'idea giusta perché, sotto quella forma, sarebbe potuto entrare ed essere presente in tutte le case a prescindere dal livello sociale o culturale.
Budelli ne iniziò l'impaginazione nell'estate del 1944. Il preventivo di spesa del tipografo Salvi di Perugia fu di 12.000 lire, cifra ritenuta inizialmente eccessiva, specie alla luce di un'altra esperienza editoriale, quella di Padre Costanzo da Perugia e del suo Barba Bianca, un altro calendario dei Cappuccini umbri pubblicato dal 1912 al 1915. Alla fine, comunque, il progetto venne approvato.
L'almanacco fu stampato per la prima volta nel settembre 1945 con il titolo di Frate Indovino, soprannome sotto cui si celava appunto Budelli. Al santorale (sequela dei giorni con i santi appropriati e le feste comandate) si aggiungevano i consigli pratici per agricoltori e massaie, le previsioni meteorologiche, le fasi lunari e il messaggio francescano.

### La crescita
Della prima edizione uscirono 2000 copie, consegnate in omaggio agli abbonati di Voce Serafica. Il successo fu tanto immediato quanto imprevisto e portò a moltiplicare la tiratura del calendario per l'anno successivo, raggiungendo le 32 000 copie nel 1947. Furono apportate anche delle varianti grafiche: la stampa passò a due colori, con il rosso (il colore aggiunto) utilizzato per evidenziare la domenica e gli altri giorni di festa, e venne anche impiegata una carta più spessa.
Analizzando il Frate Indovino del 1947 si nota come lo schema di base del calendario sia rimasto sostanzialmente inalterato. I santi del giorno erano stati rinnovati rispetto al numero dell'anno precedente; i proverbi di sapore meteorologico erano comunque uniformemente distribuiti e, dove inizialmente era narrata la storia di san Francesco, ora erano presenti "I pronostici di Frate Indovino"; a fine pagina, poi, si trovavano i consigli per gli agricoltori, le massaie e gli ammalati.
Le edizioni del 1948, 1949 e 1950 segnarono un ottimo risultato nella diffusione, tanto da vedere Frate Indovino varcare i confini dell'Umbria. Anche lo stesso Budelli rimase sorpreso di tanto successo. In un'intervista rilasciata al giornalista ed amico Renzo Allegri dichiarò: «Potevo intuire le ragioni dell'entusiasmo della gente umbra. Quell'almanacco, concepito e realizzato in quel modo, era un po' anche il loro. […] Ma l'affermazione che otteneva anche nelle altre regioni d'Italia restava per me un mistero. Per questo, pur essendo giustamente felice, ero anche sospettoso e preoccupato che tutto quel bel sogno dovesse finire all'improvviso.»
In effetti il calendario conobbe una battuta d'arresto: impensierito per le continue critiche, in particolare per la discutibile associazione dell'aggettivo "indovino" con il termine "frate", l'allora vicario generale dell'Ordine dei Cappuccini decretò l'immediata sospensione della stampa del calendario per il 1951. Budelli concesse all'Editore Salviati (che già usciva con un suo calendario) di pubblicare il materiale predisposto per la nuova edizione a patto che l'editore gli si sostituisse nei contratti con la tipografia e con la cartiera. Uscì quindi un succedaneo dell'almanacco che, quando venne distribuito alla fine del 1950, provocò proteste da parte dei "vecchi" lettori. Nel frattempo il Ministro generale dell'Ordine era rientrato a Roma dal suo viaggio pastorale e, venuto a conoscenza della vicenda, ne parlò direttamente con Budelli. Si giunse così alla decisione di riprendere la pubblicazione dell'almanacco: l'edizione del 1952 fu stampata completamente a colori, con una tiratura di 200 000 copie e con la novità delle tavole illustrate dei dodici mesi.
Budelli fu anche pronto ad adeguare l'almanacco alle modifiche del lessico e della società: ad esempio, sempre nell'edizione del 1952 la rubrica "Per le massaie" diventò "Per le donne". Tra il 1957 e il 1980 ebbero inizio le nuove rubriche "Marcellino pane e vino", "Tema di fondo dell'almanacco Frate Indovino", "Lo sapevate?", "Lo credereste?", "Specola", "Per tutti", "Le stelle parlano", "Il libro delle stelle", "Vedo e Prevedo", "Il grillo sparlante" e diverse altre. Nel 1985 dalle consuete 16 pagine l'almanacco passò a 20, con l'aggiunta di argomenti quali "Pace", "Ecologia della natura, del cuore e della vita", "Opere Sociali e Religiose di Frate Indovino" e la sezione delle pubblicazioni librarie edite dalla "Casa Editrice Frate Indovino". Nel 1987 nacquero le rubriche "Cosa accadrà" e "Messaggio ai giovani".

### Sviluppi recenti
Dalla morte di padre Mariangelo da Cerqueto, avvenuta nel 2002, la pubblicazione del calendario viene curata da una redazione alla quale fanno parte frati cappuccini e altri collaboratori.